# 렘바스
렘바스(Lembas)는 존 로널드 루엘 톨킨의 소설 반지의 제왕과 호빗에 등장하는 요정들의 빵이다. 요정들에게 한 입만 베어 먹어도 한끼가 다 된다고 하는데 호빗과 난쟁이는 이것을 한 끼로 2~3개를 먹는것으로 묘사된다. 골룸이 이것을 샘와이즈 갬지를 프로도 배긴스에게서 때어내기 위하여 사용하였고, 성공하였다. 하지만 샘와이즈 갬지가 샤이어로 돌아가는 길에 이 렘바스를 보아 작전이 발각되고 만다.